# Китник мишохвостий
Китник мишохвостий, китник мишачехвостиковий (Alopecurus myosuroides) — вид трав'янистих рослин з родини злакові (Poaceae), поширений у Європі, Північній Африці, Азії.

## Опис
Однорічна рослина 20–50 см. Листки плоскі, довго загострені, 2–6 см завширшки. Суцвіття до обох кінців звужене, 3–6 см завдовжки, 4–7 мм завширшки. Колоски 4–6 мм довжиною; колоскові луски по кіля вузько-крилаті, майже до половини зрощені між собою. Пиляки блідо-жовті, 2.5–4 мм. 2n = 14.

## Поширення
Поширений у Великій Британії, західній, середній і південній Європи, Північній Африці, західній і середній Азії, пн. Індії й Пакистані; натуралізований на Тайвані, у США, Аргентині, Чилі, Швеції, Чехії, Словаччині, Словенії; інтродукований майже в усій Європі та в Австралії.
В Україні вид зростає на луках, берегах річок й струмків, уздовж доріг і як бур'ян у парках і садах — У Південному Криму, Кримському передгір'ї та південно-сх. ч. Степового Криму, досить часто. Як занесена рослина вказується для Лісостепу (міста Ольгопіль, Сміла, Полтава).